# ミカエル・プセルロス

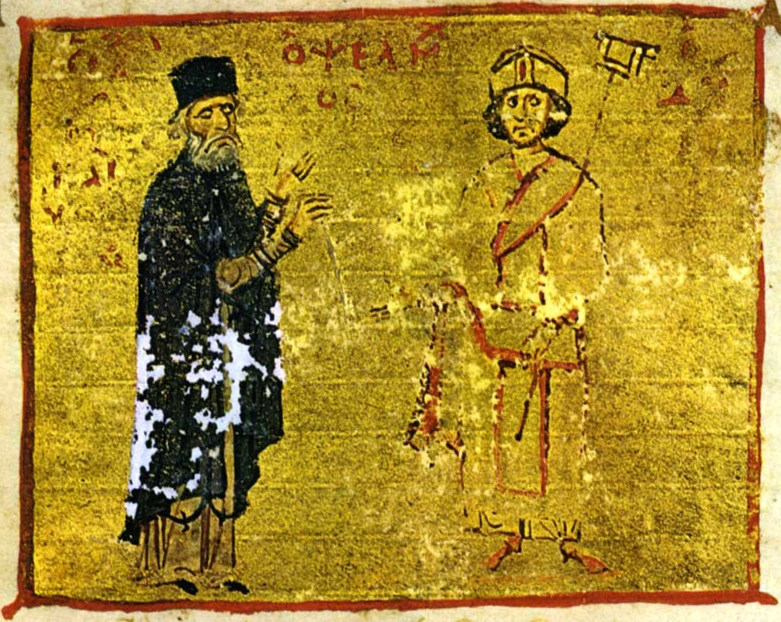
プセルロス（左）とその教え子で皇帝のミカエル7世ドゥーカス

ミカエル・プセルロス（Michael Psellos、ギリシア語: Μιχαήλ Ψελλός, 1018年頃-1078年頃）は、東ローマ帝国の政治家、哲学者、歴史家。プセロス、プセッロスとも表記される。
当時目まぐるしく替わった皇帝たちに強い影響力を持った人物として、また、その皇帝たちの治世についてまとめた歴史書『年代記』を著した人物として知られている。

## 生涯
プセルロスの生涯に関する主要な出典は、彼の著作である。そこには、彼の自伝的とも言えるくだりが散見される。
それによると、彼はおそらく首都コンスタンティノポリスで生まれた。彼の家族は、ニコメディア出身で、先祖からは、エリート貴族や執政官を輩出したという。
彼の洗礼名はコンスタンティノスで、ミカエルはのちに聖職者となった時の名である。プセルロス（= 口ごもる人）は、おそらく演説のまずさに由来する彼の通称であると思われる。
彼はコンスタンティノポリスで教育を受けた。10歳頃には、姉（妹）の持参金を増額する助けのために、地方裁判官の秘書として、首都の外に派遣された。彼の姉（妹）が没した時に、彼はその仕事を辞め、首都に戻って研究をまとめた。ヨハンネス・マウロポウスの下で学んでいる間、後のコンスタンティノポリス総主教コンスタンティノス3世、ヨハネス8世および後の皇帝コンスタンティノス10世ドゥーカスと出会った。しばらくの間、再び諸地方に勤務したが、今度は彼自身が裁判官としてであった。
1042年よりも少し前に、彼はまたも首都に戻った。ここで彼は皇帝の大法官の秘書として、宮廷で下級の地位についた。そこから、彼は宮廷での発言力を急速に高めていき、ついには皇帝コンスタンティノス9世モノマコスに強く影響する政治的な助言者となった。同時に彼は、「哲学執政官」の肩書きで、新たに創設されたコンスタンティノポリスのアカデミーの主任教授となった。
モノマコスの治世末期に、彼は政治的圧力を感じ、1054年に宮廷を去ってビテュニアの僧院に入った。しかし、モノマコスが死ぬと、その後を継いだ女帝テオドラに呼び戻され、再び宮廷入りした。その後、彼は次々変わった皇帝たちの高位の相談役として、政治的に活発に動き続けた。彼は、1057年のミカエル6世ストラティオティコスからイサキオス1世コムネノスの交代劇において決定的な役割を演じ、続くイサキオス1世からコンスタンティノス10世（1059年）、更にはロマノス4世ディオゲネスからミカエル7世ドゥーカス（1071年）の時にまで同様の役割を演じ、一種のキングメーカー的な地位を保った。
プセルロスは、ミカエル7世の父コンスタンティノス10世の治世下では、ミカエルに家庭教師として仕えていた。また、ミカエルが義父ロマノス4世や敵対者を押し退けて権力を掌握する上でも重要な役割を演じた。このため、プセルロスは、おそらく教師兼相談役として、なおも影響力を行使できると期待したことであろう。しかし、ミカエルはプセルロスを余り庇護しなかったようであり、1070年代後半以降には、宮廷でプセルロスが振るった影響については、殆ど見いだせなくなる。プセルロス自身の自伝的な記述も、この時期以降に関する記述は見られなくなる。研究者の中には、1070年代のある時期に彼が再び僧院に隠居したと見る者もいる。また、多くの研究者は、1078年にミカエル7世の没落して間もなく、プセルロスが没したと見ている。

## 著作

### 歴史関連
プセルロスの著書の中で最もよく知られ、最も参照しやすいものは、『年代記』であろう。これはプセルロスの時代につながる、ほぼ100年間の東ローマ皇帝の歴史を対象としており、主として伝記形式で、約50年に渡る治世を誇ったバシレイオス2世（在位976年-1025年）から、ミカエル7世（在位1071年-1078年）の途中までを扱っている。
当時の他の歴史書と異なり、政治的・軍事的事件の詳細よりも、登場人物の叙述が強調されている。そこには、プセルロスの政治的な上昇や知性的な進歩に関する詳しい自伝的要素も含まれている。それらは、彼が精力的に政治に関わった時期により重点が置かれており、特にコンスタンティノス9世の治世に重きが置かれている。これは、作品全体に政治的回顧録の特色を付与している。本書は2部構成で書かれたと考えられている。第1部は、イサキオス1世までの皇帝を対象としている。コンスタンティノス9世の記述ではコンスタンティノスに批判的な見解を述べているが、コンスタンティノスの在世中彼を賛美する演説を残したのは他ならぬプセルロスであり、6世紀のプロコピオス同様、東ローマの知識人の本音と建前の使い分けが窺える。
第2部は、弁解じみた調子を帯びつつ、プセルロスの当時の庇護者ドゥーカス王朝の皇帝たちに寄せられた賛辞が大半である。

### その他の著作
プセルロスは他にも多くを書き残した。

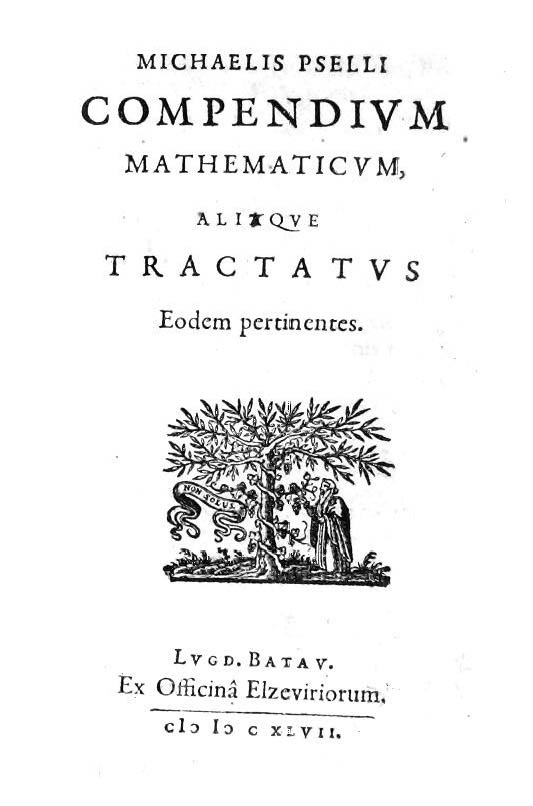
Compendium mathematicum, 1647

- "Historia syntomos" - 世界年代記の形を採った、より短い教訓的な歴史作品。
- 多くの科学的、哲学的、宗教的な論文。最もよく知られているものに、彼の悪魔学研究である "De Operatione Daemonum" がある。他に、天文学、医学、音楽、法学、物理学などを扱ったものがある。
- 文法学や修辞学などに関する様々な教訓的な詩。
- コンスタンティノポリス総主教のミカエル1世ケルラリオス, コンスタンティノス3世 および ヨハネス8世クシフィリノスへの3篇の追悼文
- 自伝的情報を多く含む母への追悼文
- 様々な演説や賛辞。ボゴミル派やエウキテス派に対抗した作品や宮廷で庇護者たる皇帝たちに宛てたものも含む。
- 数百点の私信。
- 修辞学的な実習とテーマを定めた随筆。
- 事件的、風刺的、あるいは警句的な詩篇。

## 偽プセルロス
かつては、東ローマ帝国には、別のミカエル・プセルロスが存在した、と考えられていた。その人物は、9世紀のアンドロス島に住んでいたポティウスの弟子で、皇帝レオーン6世の教師を務めた。このプセルロスは、「大プセルロス Psellos the Elder」と呼ばれ、本項で扱ってきたプセルロス（「小プセルロス」）と区別されていた。これは中世の年代記に基づく認識であったが、現在では、そこでのプセルロスの名は、後代の無知な写字生の誤りに過ぎず、「大プセルロス」なる人物は実在しなかったと見なされている。ゆえに、この「大プセルロス」は、現在では「偽プセルロス Pseudo-Psellos」と呼ばれている。
「偽プセルロス」の名は、現在では、プセルロスに誤って帰せられたと考えられる作品の著者を表す時にも用いられている。

## 日本で刊行された著作
- 高橋英海訳「書簡 / 哲学小論集」（『中世思想原典集成3』ISBN 4582734138, pp.783-806）